# Звєзда (футбольний клуб)
«Звєзда» (босн. «Nogometni klub Zvijezda») — професіональний боснійський футбольний клуб з міста Градачац. Заснований 1922 року під назваою «Вардар» (босн. «Nogometni klub Vardar»). Нинішню назву клуб отримав після Другої світової війни. Домашні матчі проводить на стадіоні «Баня Іліджа» місткістю 5 000 осіб.

## Досягнення
- Чемпіон Першої ліги Федерації Боснії і Герцеговини:

2007—2008